# طاعون البط

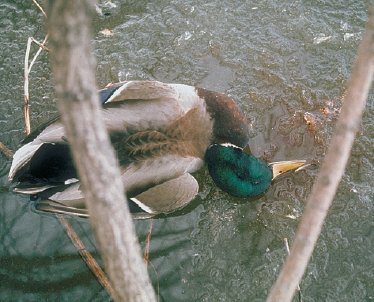

طاعون البط (بالإنجليزية: Duck plague)‏ هو مرض منتشر في جميع أنحاء العالم يسببه فيروس هربسي البط 1 من عائلة الفيروسات الهربسية. يسبب هذا المرض ارتفاع معدل الوفيات في اسراب البط. ينتقل المرض عن طريق المياه الملوثة والاتصال المباشر. الطيور المهاجرة هي أحد العوامل الرئيسية في انتشار هذا المرض. فترة حضانة المرض تدوم 3-7 أيام.
تشمل الأعراض فقدان الشهية، انخفاض إنتاج البيض، سيلان الأنف، عطش، إسهال، رنح (فقد الانتظام) و ارتجاف. معظم البط الذي يظهر أعراض يموت في نهاية المطاف—وقد تصل الوفيات إلى 90 في المئة. تتم عملية التطعيم ضد طاعون البط بشكل روتيني في الولايات المتحدة.